# Улица Адмирала Черокова
Улица Адмирала Черокова — улица в Красносельском районе Санкт-Петербурга. Проходит от проектируемого Балтийского бульвара до Петергофского шоссе в историческом районе Юго-Запад и жилом районе Балтийская жемчужина. Параллельна проектируемой улице Маршала Мерецкова.

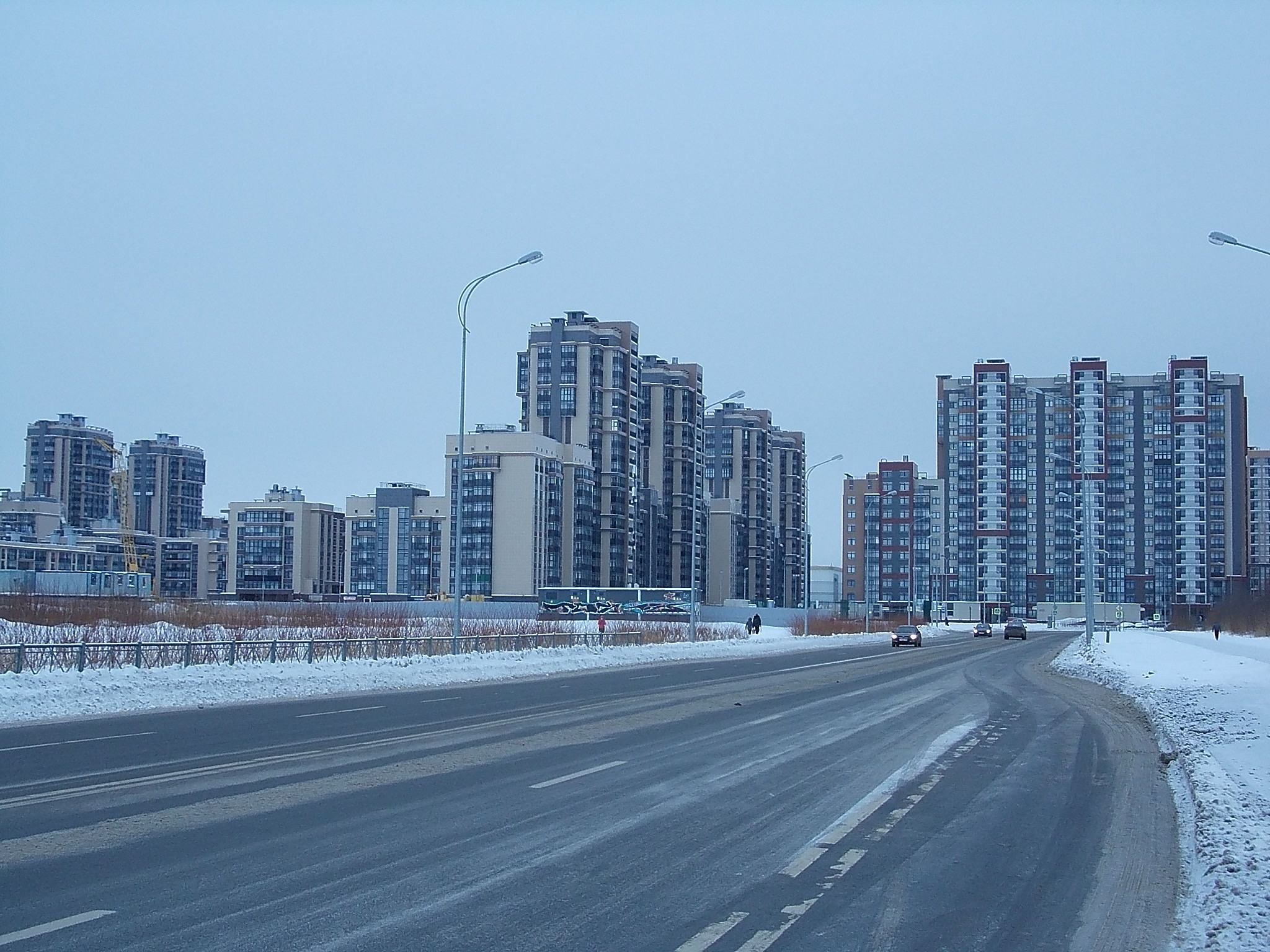
Вид на улицу Адмирала Черокова и дома жилого района Балтийская жемчужина от проспекта Героев

## История
Улица получила название 29 апреля 2009 года в память о вице-адмирале Викторе Сергеевиче Черокове (1907—1995), командующем Ладожской военной флотилией во время блокады Ленинграда. Как и у многих улиц Красносельского и Кировского района название связано с памятью о Великой Отечественной войне.
По данным на декабрь 2014 года движение открыто на участке улицы Адмирала Черокова от проспекта Героев до Петергофского шоссе.

## География
От Финского залива улица Адмирала Черокова идёт на юг, затем у улицы Лётчика Тихомирова поворачивает на юго-запад, а перед улицей капитана Грищенко — снова на юг.

## Пересечения
С севера на юг улицу Адмирала Черокова пересекают следующие улицы:
- Балтийский бульвар (проект);
- проспект Патриотов — примыкание;
- проспект Героев — примыкание;
- улица Лётчика Тихомирова — примыкание;
- улица Капитана Грищенко — примыкание;
- Петергофское шоссе — улица Адмирала Черокова примыкает к боковому проезду.

## Транспорт
Ближайшая к улице Адмирала Черокова станция метро — «Проспект Ветеранов» 1-й (Кировско-Выборгской) линии (около 6,7 км по прямой от конца улицы).
На расстоянии около 5,1 км по прямой от примыкания проспекта Героев к улице Адмирала Черокова, у пересечения улицы Маршала Казакова с проспектом Маршала Жукова, в 2025 году планируется открытие станции «Юго-Западная» 6-й (Красносельско-Калининской) линии.
По улице проходят маршруты автобусов № 160, 226 и 300, а также троллейбусный маршрут № 41.
Ближайшие к улице Адмирала Черокова железнодорожные платформы, Сосновая Поляна и Сергиево, находятся на расстояниях около 2,7 км и 2,9 км по прямой от конца улицы соответственно.

## Общественно значимые объекты
- Поликлиника для взрослых и детей (у примыкания улицы Лётчика Тихомирова) — дом 12.